# Rösaring
Rösaring är ett område med fasta fornlämningar i Låssa socken i Uppland. Här finns en vikingatida processionsväg, gravhögar, rösen och en stor stenlabyrint som tillsammans kan ha hört till en hednisk kultplats. Anledningen till att man valt denna plats var förmodligen det högt placerade läget som syns på långt håll över Mälaren. 
Vid Rösaring ligger även Rösaringsåsens naturreservat som omfattar 97 hektar mark och bildades år 2015.

## Beskrivning

### Allmänt
Området ligger en knapp kilometer väster om Låssa kyrka, överst på en grusås som är en del av Uppsalaåsen som här stupar brant ner åt söder. Åsens högsta punkt ligger på 61 meter över havet och därifrån har man en vidsträckt utsikt över Mälaren. Åsen var det första större landområdet i kommunen som kom upp ur havet för cirka 6 000 år sedan. Platsen innehåller flera olika typer av fornlämningar. Nedanför åsen (åt söder) ligger Sanda gravfält med ett sjuttiotal gravar samt Tibble gravfält med omkring 140 synliga gravar. Här har man även hittat lämningar efter boplatser från bronsåldern. Vid den tiden låg Mälarens strandlinje ungefär 20 meter över dagens och gick strax nedanför åsen.

### Gravfält
Direkt öster om åsens högsta punkt, i slutet av processionsvägen, ligger ett gravfält bestående av två gravhögar, två gravrösen och tre flackare gravar. Gravrösena är byggda av fältsten medan högarna är täckta av torv och växtlighet. Gravarna härrör troligen från olika tidsepoker, där rösena är från bronsåldern och stensättningarna från järnåldern, framför allt vikingatiden. Den största gravhögen ligger i slutet av processionsvägen. Undersökningar har visat att den är anlagd ovanpå vägen.

### Labyrint
Väster om gravfältet märks en större labyrint som kallas Rösaring och som gav området sitt namn. Labyrinten har en diameter av 17 meter och är indelat i 16 gångar. Labyrinter ansågs ha magisk betydelse, därför antas att Rösaringen kan ha varit en kultplats. Labyrinten på Rösaring omtalas redan 1670. Vid den tiden stod en väderkvarn intill den. Namnet var då Röra Backe (rör = stenröse). På 1700-talet gick platsen under namnet Röraring. År 1991 utfördes en restaurering av labyrinten.

### Processionsvägen
Processionsvägen börjar i norr och löper sedan 540 meter i nästan rakt sydlig riktning mot gravfältet. Vägen är unik i Sverige och har blivit daterad till 800 e.Kr., men den kan vara mycket äldre än så. Den upptäcktes först i slutet av 1970-talet av en familj från Bro på vandring genom skogen. Orienteringen tyder på att den anlades med tanke på sommarsolståndet och användes vid speciella ceremoniella tillfällen. Vägen är drygt tre meter bred och är delvis kantad av rullstenar, vilka fortfarande kan ses på flera ställen. Ursprungligen var vägen täckt av ett gruslager med en yta av lera och mjäla. På östra sidan finns grunda gropar längs hela vägen där möjligtvis målade stolpar med träfigurer stod. Enligt en annan uppfattning kan groparna markera platser, där man exempelvis ställt fyrfat med ceremoniella eldar. Längs västra sidan sträcker sig diken.
Vid processionsvägens början finns lämningar efter en husgrund. En arkeologisk undersökning visade inga fynd av föremål. Det var möjligtvis en likbod där den avlidne låg i väntan på att begravningen skulle börja. Vägen och dödshuset användes sannolikt i samband med en betydande persons gravsättning. Liktåget gick mot söder längs processionsvägen och vid vägens slut stod likbålet där numera den största gravhögen finns.

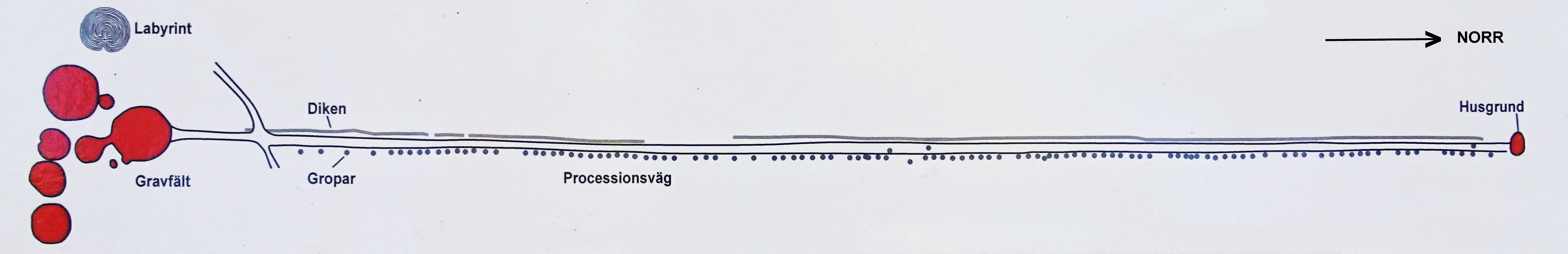
Schematisk karta över processionsvägen. Längd mellan husgrund till höger och stora gravhögen till vänster är 540 meter. Norr är till höger.

### Naturreservatet
Syftet med naturreservatet är enligt kommunen bland annat "att bevara och vårda ett område av stor betydelse för naturvården och med höga geovetenskapliga intressen. [...] Områdets stora värde för kulturmiljövården ska tas tillvara".

## Bilder

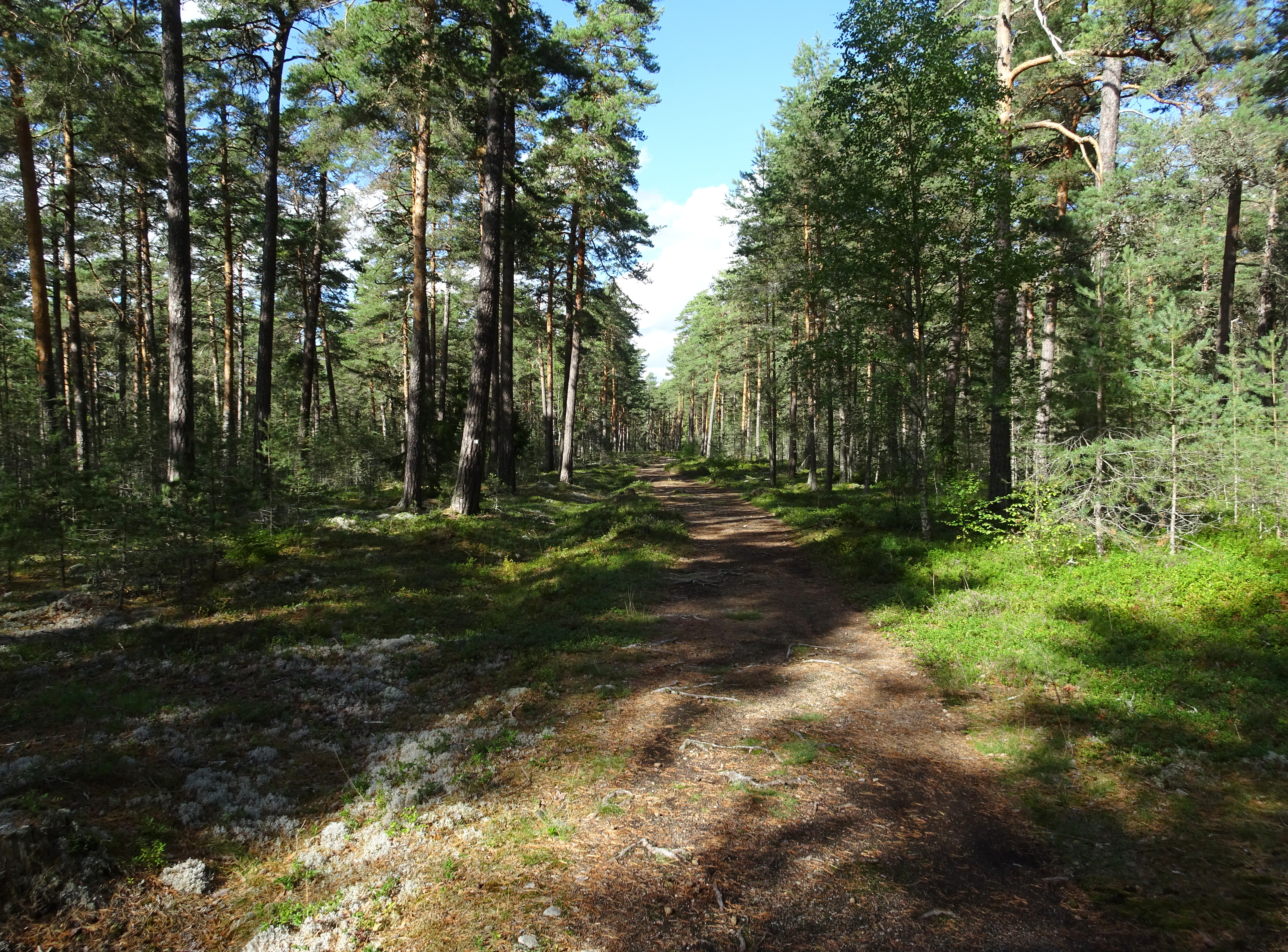
Processionsvägen, vy mot norr.
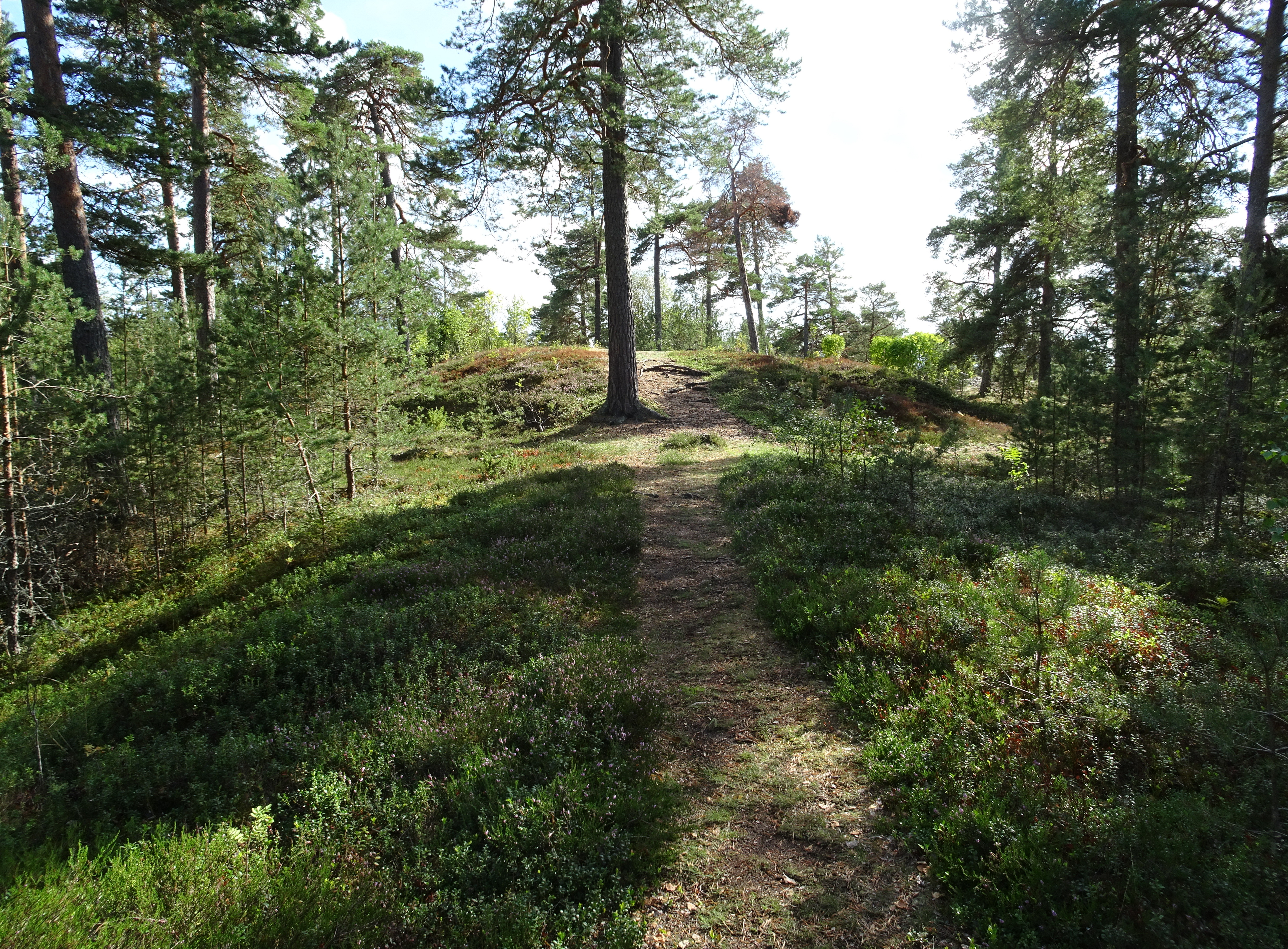
Gravhögen i slutet av processionsvägen, vy mot söder.
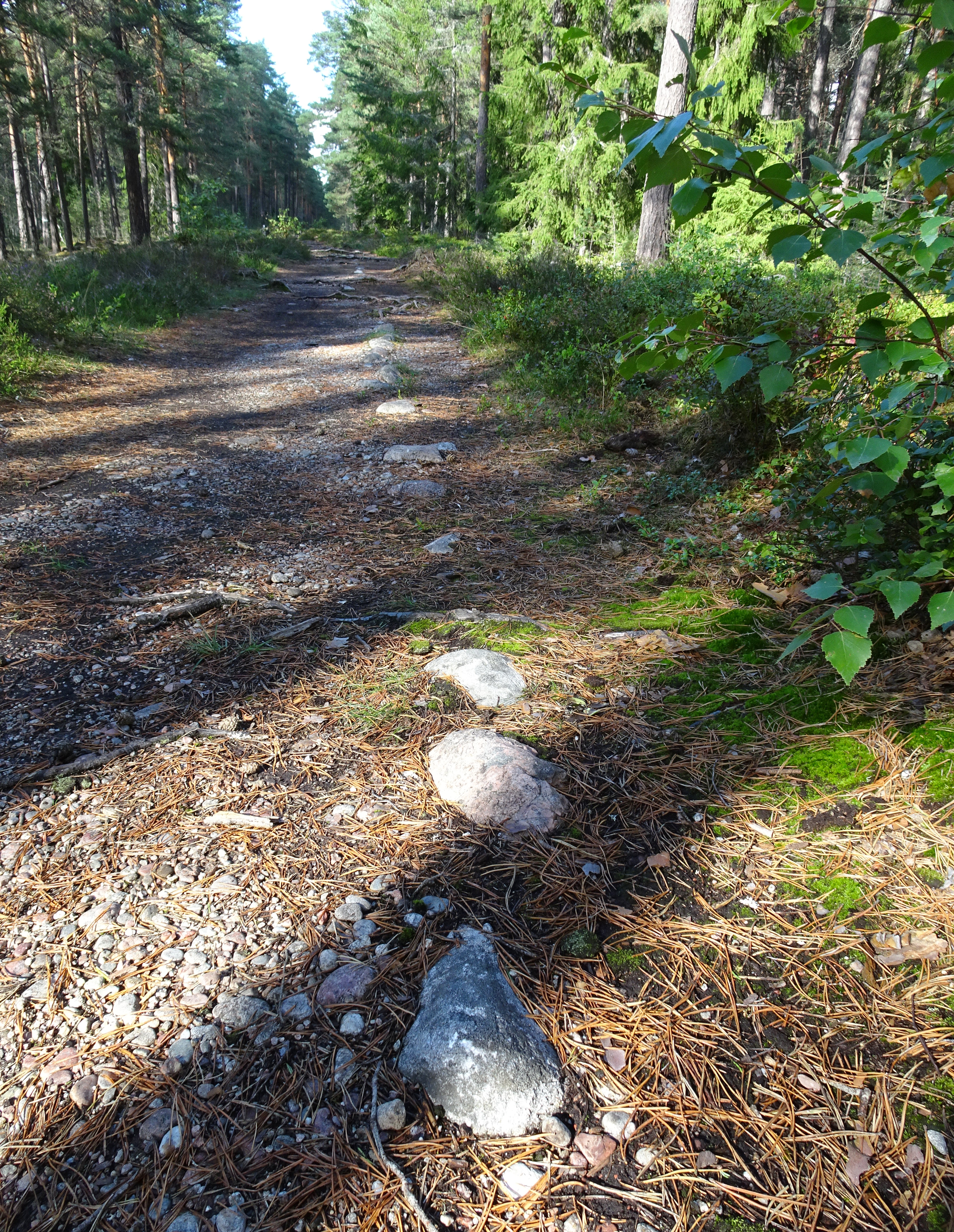
Processionsvägen med stensträngen till höger, vy mot norr.
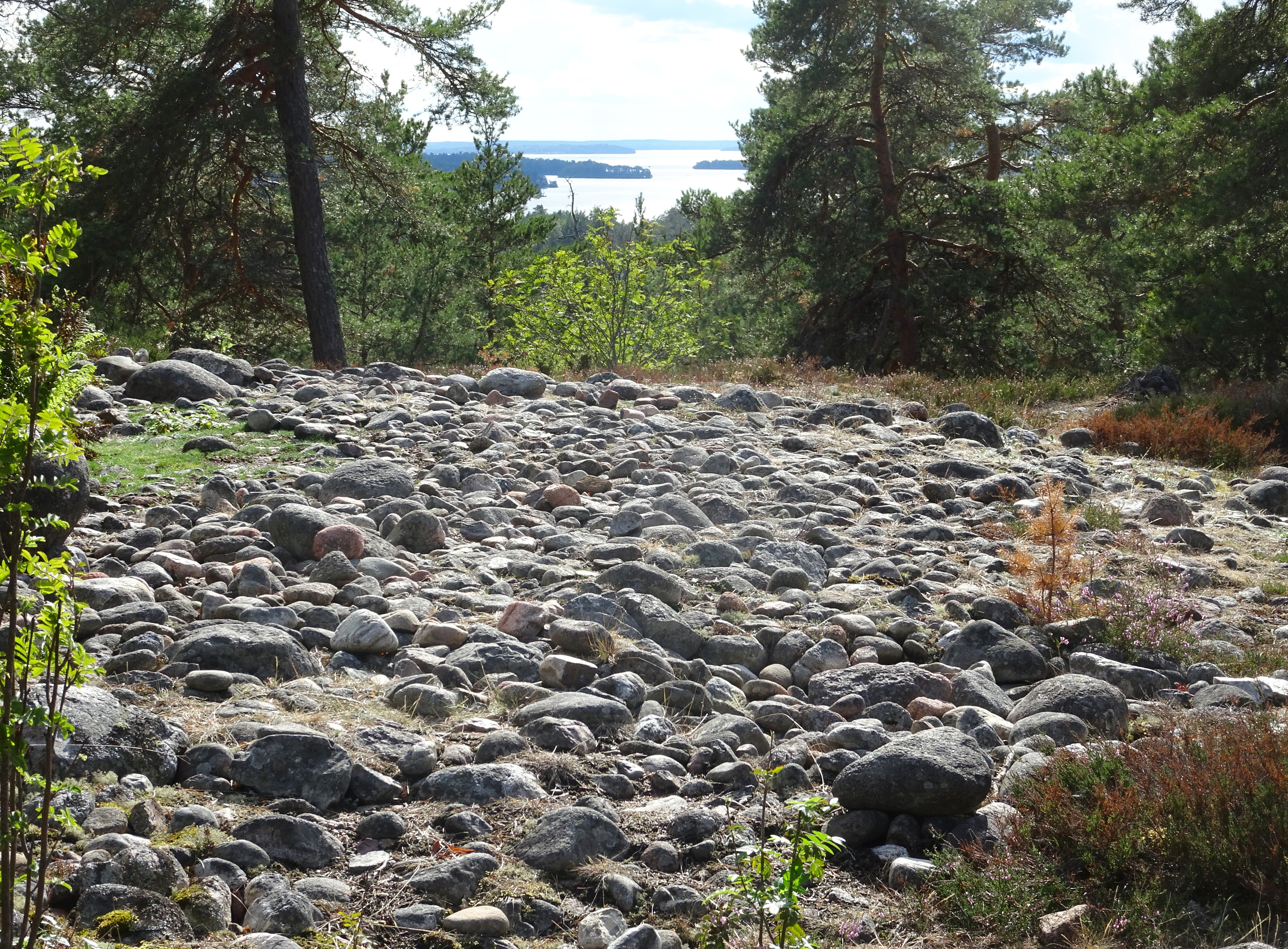
Gravröse med Mälaren i bakgrunden.
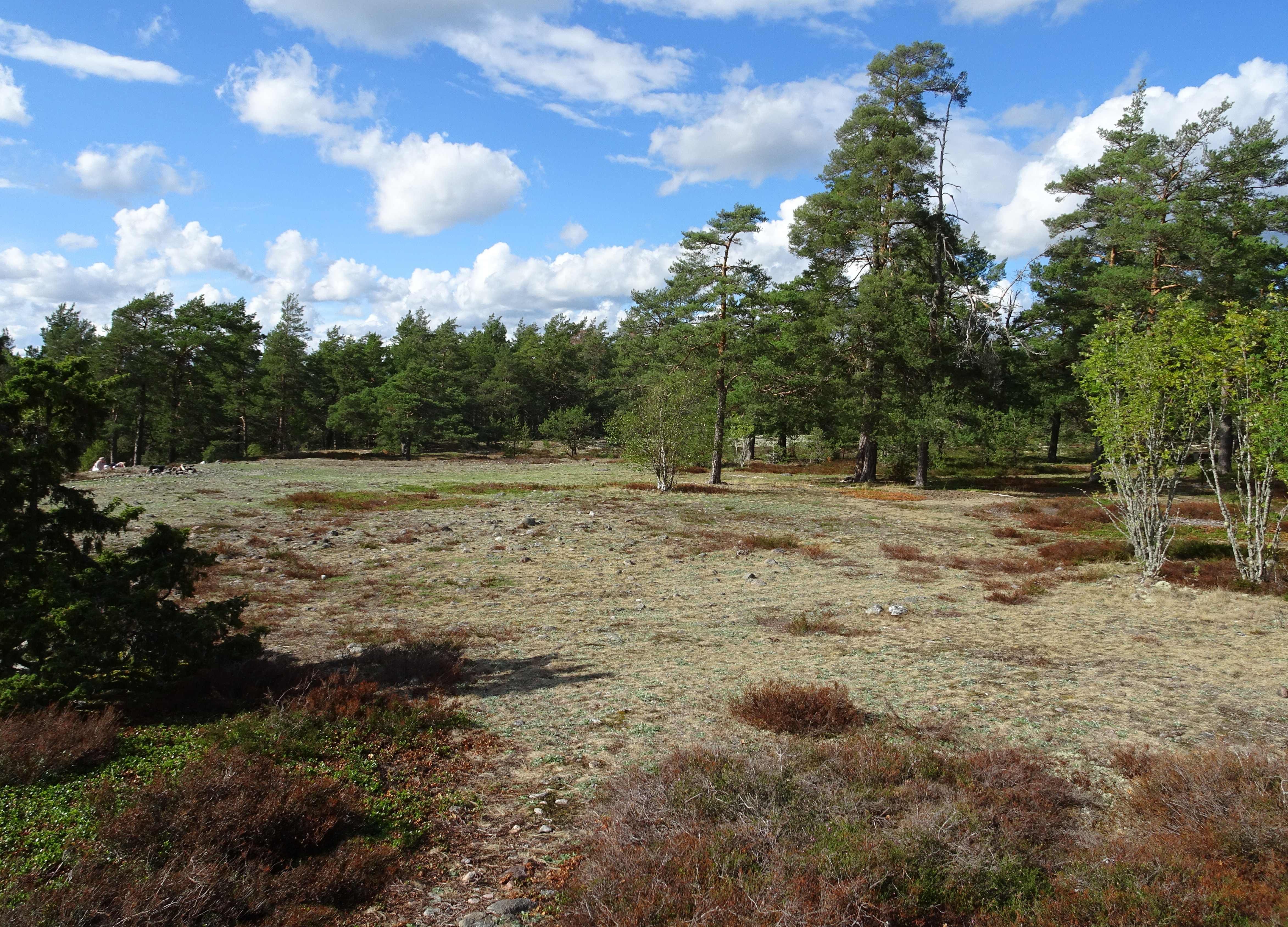
Labyrint "Rösaring".